# Reducció dels danys

La reducció de danys o reducció del riscos ("harm reduction") és el conjunt d'estratègies davant conductes que generen riscos o danys a la salut, com per exemple en l'àmbit del consum de drogues i en altres conductes (com a prostitució, pràctiques sexuals de risc, etc.).
Enten que existeixen persones que desenvolupen aquests comportaments i que no deixaran de fer-ho, i pretén reduir els riscos i danys possibles associats a aquests (riscos com ara la transmissió de malalties de transmissió sexual o transmissió de malalties infeccioses per la via de consum de drogues emprada, risc de sobredosi, etc. però també riscos jurídics).
Un segon objectiu que es planteja des d'aquesta estratègia és la posada en contacte de l'usuari amb la xarxa assistencial normalitzada, ja que, en general, les persones que accedeixen als programes de reducció del mal desenvolupen la seva vida en entorns marginals (sense accés als recursos sociosanitaris normalitzats).
Aquest tipus d'estratègies van començar a desenvolupar-se en el nord d'Europa en els anys 80 davant el fracàs dels programes "lliures de drogues" i especialment en relació amb el consum d'heroïna per via parenteral.